# Wushan, Lechang
Wushan är en köping i sydöstra Kina. Den ligger i Lechang i staden Shaoguan i provinsen Guangdong, omkring 240 kilometer norr om provinshuvudstaden Guangzhou. Antalet invånare är 12 074. Befolkningen består av 5 657 kvinnor och 6 417 män. Barn under 15 år utgör 21,0 %, vuxna 15-64 år 68 %, och äldre över 65 år 9,0 %.